# Tarbat Ness fyr
Tarbat Ness fyr är en fyr längst ut på udden Tarbat Ness på Skottlands ostkust. Fyren, som är en av Skottlands högsta, har konstruerats av ingenjör Robert Stevenson.
Fyren tändes första gången den 26 januari 1830. Den var utrustad med en fotogeneldad argandlampa med fyra brännare som ersattes med en gaslykta med auerbrännare år 1907.

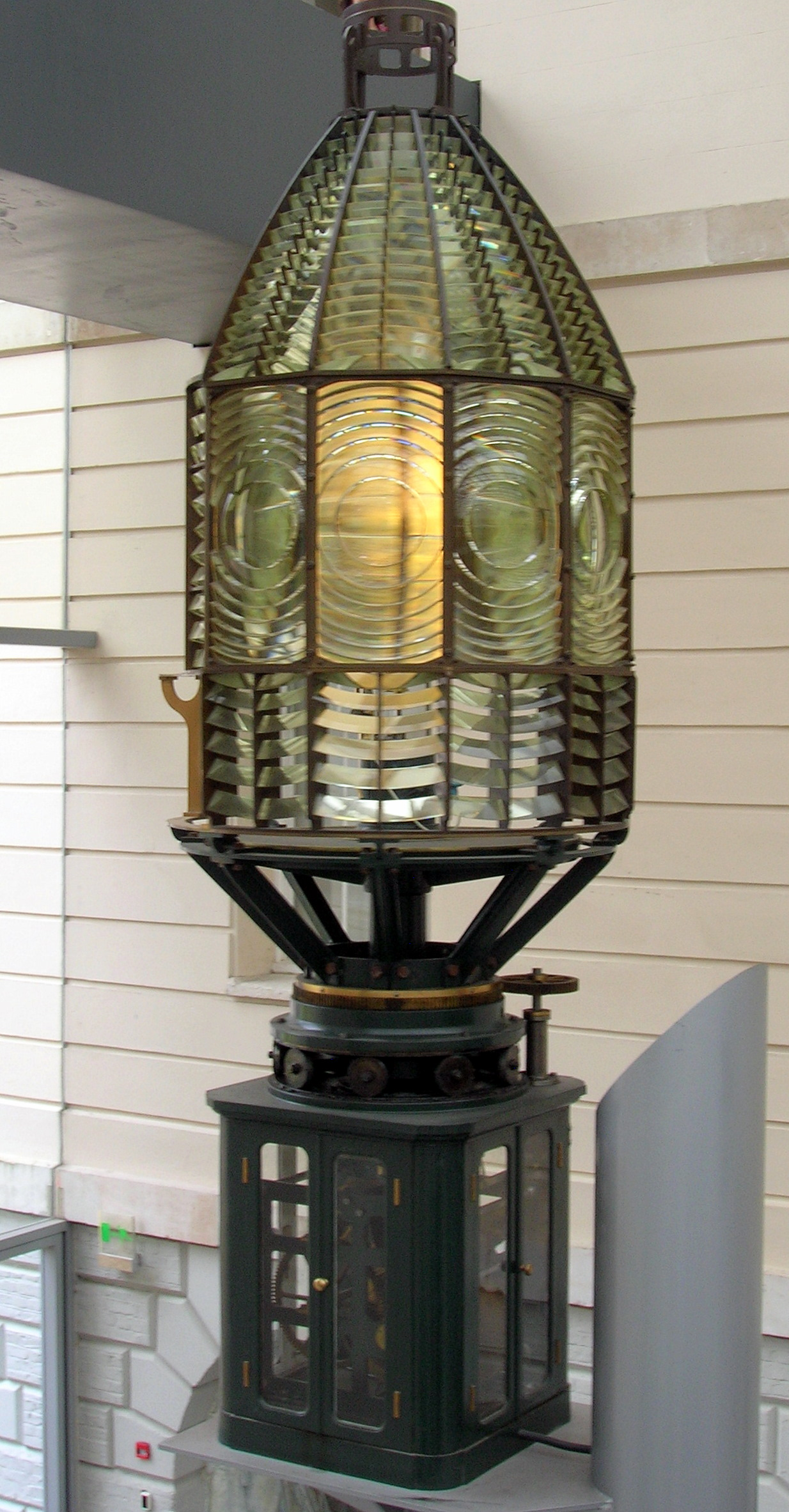
Linssystemet från 1892.

År 1892 renoverades fyren och fick ett nytt linssystem med en fresnellins som  hade utvecklats av Stevensons barnbarn  
David Alan Stevenson. Linsen finns nu på sjöfartsmuseet i Greenwich.
Fyren målades vit och fick två breda röda band år 1915. Den elektrifierades 1985 och fyrvaktarbostaden såldes.
Udden Tarbat Ness, som består av Old Red Sandstone, är en viktig rastplats för flyttfåglar och sägs tidigare ha varit en samlingsplats för häxor.